# サイクル野郎
『サイクル野郎』（サイクルやろう）は、荘司としおによる日本の自転車漫画。『少年キング』（少年画報社）において、1971年から1979年まで連載された。単行本は少年画報社（ヒットコミックス）から全37巻。現在にいたる自転車漫画というジャンルのさきがけを成している。
健康的な少年が自転車で日本一周をするその行程を題材にしたもの。当時の少年の支持を集めた複雑な装備の多い自転車や、行く先々での少年らしい風景など、荒唐無稽なきらいがあるものの、当時の道路状況・社会環境を反映した内容となっている。

## 内容
基本的には、丸井輪太郎・矢野陣太郎、そして男鹿半島以降は日高剣吾が自転車旅行で訪れた各地の人々の世話になりながら、あるいはトラブルに巻き込まれながら、見聞を重ねていくというものである。主人公・輪太郎が九死に一生を得るエピソードはいくつもあり、ナマハゲこと日高剣吾は後遺症が残るほどの重傷で日本一周をリタイヤするなど、実際の自転車ツーリングならばそこまではあり得ないだろうというほどの多くのエピソードを重ねながら、不自然さを感じさせないというところにベテラン・荘司としおの力量が存分に発揮されている。物語内の時間は2年あまりの経過ながら、8年もの長期連載の中でその時々の流行などが紹介されるなど、厳密にはズレが生じている。
自転車そのものが身近な存在のため、連載当時の中高生に幅広く読者を得た。自転車専門雑誌「サイクルスポーツ」1980年1月号には、「サイクル野郎」完結を記念して、作者・荘司としおと読者である自転車日本一周ツーリング経験者との対談記事が掲載されている。
また、主人公たちが旅行先で利用する宿泊手段は、キャンプ、民家、旅館、ホテル、駅のベンチ等様々である。また、連載の頃に日本での施設数が最多となったユースホステルにも泊まっている。自転車ツーリスト同士が道で出会ったらVサイン等で挨拶をするといった作中描写も実際に行われていることである。この漫画は自転車旅行に限らず、未知の土地を知る旅行の楽しさ全般についての青少年向けの非常に教育的な作品となっている。
掲載誌の少年キングは本作完結後の1982年に採算割れによる休刊を余儀なくされた。

## 登場人物

### 主人公たち
丸井輪太郎
東京都江東区の自転車店丸井自転車商会の息子。健康的で表裏のない親しみやすい個性。高校入試に失敗し、家業の自転車店の修行として、中学校卒業後、自転車日本一周の旅に出る。日本各地での泊り込みのバイトで旅費を稼ぎながら、陣太郎やナマハゲらと時には一緒に、時には別行動を取りながら、日本一周の旅をする。
愛車の名は「フェニックス号」。2度目の日本一周旅行出発のため、ジュニアスポーツ車を改造した自転車がベースながら、旅の途中で重装備のツーリング仕様となり、部品の大半は取り替えられ、フレームも含めて原型をとどめていない。
矢野陣太郎
丸井自転車商会の近所の陣太郎寿司店の跡取り息子。中学校卒業後、輪太郎と共に自転車日本一周の旅に出る。中学時代から輪太郎と一緒の自転車日本一周を約束し合っていた。あまり根気や体力はなく、トラックに便乗するなど楽をしたがる。顔はタヌキそっくり。東京都出身ながら、「……でガス」「……でやんす」等独特の言い回しをする癖がある。実家の寿司屋は回によって、矢野寿司店とも陣太郎寿司とも言われている。
愛車は「ダルマ号」。陣太郎が中学時代から準備していた10段変速のツーリング車。こちらも途中で改造されているが、詳細は不明。大阪で盗難に遭ったことがある。
日高剣吾（ナマハゲ）
秋田県出身。輪太郎らよりも2歳ほど年上ながら、夏の自転車北海道一周旅行で共に旅をし、意気投合したことから、帰宅を拒み、輪太郎らの後を追うように自転車日本一周の旅に出る。家業は大工であり、腕もそれなりに確かであるが、大工仕事以外は不器用極まりない。顔の造作が秋田のナマハゲそっくりなことから、そのまま渾名となった。性格は体力にモノを言わせる走り方同様、単純で愛すべき人物だが、その性格ゆえに悲劇を招いた。男性に対してはあまり社交的な性格ではなく、人見知りする傾向がある。

### 主人公の家族とその周囲の人々
丸井剛太郎
輪太郎の父。丸井自転車商会の主人。昔ながらの頑固職人風の親父。もともと輪太郎をあまり信用しておらず、中学卒業後、進学も就職もせず、家業も継がず、モラトリアム状態で日本一周自転車ツーリングに挑むことを快く思っていなかった。1度目の出発では崖から落ちてクラッシュして失敗しているため（第1巻）、初期には「どうせすぐあきらめて帰ってくる」と悪態をついていた。しかし後には時々輪太郎が旅先から寄越す便りを楽しみにしている。日本一周仲間のナマハゲが丸井家に滞在したことが元で、輪太郎の父が重傷を負って入院する事件に発展したことがある。
丸井マサエ
輪太郎の母。いつも割烹着の肝っ玉母さん。夫以上に大柄かつ腕力の持ち主で、夫婦喧嘩をすれば彼女が伸す。基本的に夫婦仲は良好。旅先での輪太郎を案じている。
丸井洋一
輪太郎の兄で大学生。バイク乗りで、田沼バイク店店主とも親しい。輪太郎のよき理解者にして協力者であり、兄弟仲は悪くないが、成績優秀な兄と何かと比較されることが、輪太郎の自転車日本一周旅行出発のきっかけでもあった。
丸井サユリ
輪太郎の妹。旅先からの輪太郎の手紙に一喜一憂し、夫婦喧嘩する両親よりもしっかり者といわれている。
田沼バイク店店主
丸井自転車店の向かいのバイク店の親父。輪太郎の話題に挙がると悪態を吐く皮肉屋で、輪太郎の親父とは良き喧嘩友達。娘のかおるには、輪太郎との付き合いに良い顔をしていない。オートバイ販売業者組合の団体旅行で北海道知床岬に出かけた時に、ツーリング中の輪太郎と再会した。
田沼かおる
輪太郎の中学の同級生であり、輪太郎の憧れ。黒髪ロングヘアーの美少女で、頭部にリボンを装飾している。高校に進学しているが、輪太郎とは幼馴染でもあり、旅行中の輪太郎を案じている。
マリちゃん
陣太郎がいつも写真を持ち歩く恋人。実は幼馴染。
陣太郎の父
矢野寿司店の主人。息子たちの旅を心配し、よく丸井自転車店を訪れるが、田沼バイク店店主の悪い冗談に本気で不安に陥ることもある。物語の後半には、早く旅を終わらせることを願って、何度も旅先の陣太郎を尋ねていったが、終盤に父の大病のため、陣太郎は鹿児島で日本一周を断念することになる。
日高剣吾の父
日高工務店の棟梁。北海道一周ということで自転車旅行に出かけた息子・剣吾を待っていたが、剣吾が帰宅もせず突然、「このまま帰ったら一生後悔しそうな気がする」と日本一周にでかけたことに、取り乱していた母親とは対照的に結局、認める。

### 旅先で出会う人など

#### 出発〜北海道
坂巻
1巻に登場。中学生自転車ロードレースでの輪太郎のライバル。輪太郎が自転車日本一周を目指すきっかけとなった。
南小路
1巻に登場。高校生。サイクリング中のトラブルから、事故に巻き込まれ、片足義足になった過去から高価な電装装備付きの自転車を破壊する悪戯を繰り返し、自転車屋修行中の輪太郎と軋轢を起こす。輪太郎の2度目の日本一周出発をただ一人見送る。
源さん
1巻に登場。埼玉県加須市で出会った鯉のぼり染付け職人。走行中の輪太郎・陣太郎を無理矢理車に乗せようとする。口は悪いが、自宅に泊めてくれる親切な人物で一行の最初の民家宿泊となる。
矢倉雄一
横道信也
2巻に登場。ユースホステルで出会い、その後長野県佐久市の路上で偶然再会する。自転車店の経営者で、実は十年前に輪太郎同様、自転車日本一周の経験者だった。輪太郎・陣太郎は彼の助言に従い、横道自転車店で一ヶ月ほどのアルバイトをして、新年を迎える。
リヤカーの玉本
3、23巻に登場。リヤカーに荷物を積んで、徒歩で日本一周している人物。新潟県十日町市で最初の出会いをするが、この時は缶ジュースの乾杯程度で別れた。
その後、伊賀上野で再会したときには、自己紹介をし、教師を辞めて塾を開くための勉強の旅をしていることを輪太郎に語り、輪太郎にとっても、耳の痛い忠言をする。人生経験に富んだ好人物。
和田
3巻に登場。関西弁の学生。地獄谷温泉の旅館で同宿したスキー旅行の学生団体のひとり。陣太郎が吹いたホラのために、輪太郎は和田の策略であやうく雪山で遭難しかける。
王将寺の和尚
4巻に登場。山形県天童市で、宿がとれずに難儀していた輪太郎・陣太郎を泊めてくれた禅寺の住職。特異な「はだか修行」につきあわされ、輪太郎らは逃げ出すように出発していった。
東郷先生
4巻に登場。私立高校・紅バラ学園の教師。ある女生徒をかばった結果、番長グループの卒業後のお礼参りに悩んでいる。その襲撃現場に居合わせた輪太郎はとっさに東郷先生の上着を借りて、身代わりに袋叩きにされる。
チャコちゃん
4巻に登場。男鹿半島で、ナマハゲとのロードレースの直後に出会う4歳ほどの幼女。ナマハゲと輪太郎は迷子のチャコちゃんの親を尋ね歩くが誘拐犯と間違われて、警察署に1泊する羽目になる。後から、生活苦からチャコちゃんを置き去りにしていた母親が名乗り出たため、疑いは晴れる。
大畑町の大場さん
5巻に登場。下北半島の漁師。旅の話が好きなため、輪太郎ら3人を自宅に泊める。ナマハゲが大工の腕で壊れた床を奇麗に直したりしたことから好感を持たれ、輪太郎一行は、彼の伝手で漁船により津軽海峡を渡る。
大和屋仏具棺桶店店主
5、11巻に登場。函館で、一晩泊めてくれることになった仏具店の店主。目いっぱい北海道の旅の危険を脅したあげく、3人の身長を聞き、棺桶を作ってくれようとするお茶目なおじさんである。北海道を去る前にも一行が立寄った時にも、3人の旅のエピソードを肴に別れの宴を開いてくれた。
朝川リーダー
5、6巻に登場。女性サイクリストグループ、ハマナスクラブのリーダー。長万部〜大沼〜登別の行程で輪太郎たちと同行し、輪太郎に好意を持つが、それぞれのペースを守るため、輪太郎たちは早朝出発し別れる。帰路函館で三人と再会し「だるま号」「フェニックス号」の名付け親となり、函館港で青函連絡船に乗る3人を見送ってくれる。
野良犬
6巻に登場。別行動で室蘭製鉄所横を通った、輪太郎が拾った野良犬。輪太郎ら3人の北海道での初の野宿に同行する。けたたましく吠え止まない。
周吾郎ちゃんの両親
6巻に登場。臨月の奥さんが産気づくが、山中で車がエンストを起こし、たまたま近くで野宿をしていた輪太郎らに救助を求めてくる。輪太郎ら3人はそれぞれの空荷の自転車を丸太で結び付け、即席の担架を作り、奥さんを乗せ、30キロの道のりを踏破して、近所の産婦人科を目指すことになった。
苦労の果てにたどり着いた産婦人科で奥さんは無事男児を出産。「日本一周」の周と輪太郎ら三人の名から、男児は『周吾郎』と命名された。
小原正太
6、7巻に登場。石狩町の漁師の息子。都会への憧れのあまり、他の2人と別行動をとっていた輪太郎に同行しようとするが、厳しい旅程に弱音を吐き、安直な姿勢を輪太郎からたしなめられ、郷里に帰ることにした。
日高種畜牧場の人々
7巻に登場。輪太郎がアルバイトする日高山中の牧場の人々。悪ふざけからサラブレッドの2歳馬タキノボリが柵を脱走し、輪太郎は推定600万円の損害を負うことになるかと悩むことになる。
天野
8巻に登場。釧路から厚岸に向かう国道272号で、輪太郎が出会った北海道一週自転車ツーリスト。輪太郎を追い越した先のカーブで飛び出してきたトラックにはねられ、重傷を負い、輪太郎に強いトラウマを残すことになった。
タセさん（吉男の母）
8巻に登場。納沙布岬で出会った昆布採り漁師。夫と息子（吉男）が北方領土付近に出漁したまま行方不明となっているため、息子に生き写しの輪太郎を自宅に泊める。
ジャケット・リン
8、9巻に登場。羅臼岳の自転車での山越えを試みた輪太郎が山中で出会う外国人女性バックパッカー。ネーミングは連載当時話題になった札幌冬季オリンピックの女子フィギュア選手から来ている。
波島周一
9巻に登場。網走市の高校生。自作の人力飛行機を飛ばす体力が無いため、輪太郎に乗ってもらおうとする。輪太郎は代償として、別行動で連絡が取れない2人宛ての伝言を、人力飛行機に書かせてもらう。
豊原工務店の社長
9巻に登場。上川町の工務店主。路肩が崩れ崖を落ちたために、フレームが歪み走行不可能になった自転車を溶接で直してもらおうと、輪太郎が頼み込むが、輪太郎の日本一周を遊びと思い込んでいる社長に断わられる。思い余って輪太郎は豊原工務店で住み込みバイトを始める。
熊次郎さん
10韓に登場。士別のばんえい競技に熱中する牧場経営者。宗谷岬で6月30日の夕日が落ちるまでに、落ち合う約束を守るために、不休で走っていた輪太郎は熊次郎の前で意識を失ってしまい、牧場で介抱されるが、熊次郎が腰痛を引き起こしたことから、思わぬ長逗留を余儀なくされる。
白沢秀男
11巻に登場。天売島で輪太郎ら一行が出会うキザな男。自転車世界一周を目指していると言うが、後でユースホステルで輪太郎ら3人を騙って現れる。

#### 東北〜関東
ユミ子
11、12巻に登場。輪太郎と陣太郎が客引きバイトをする浅虫温泉のカモメ旅館経営者の娘。バイト終了後の輪太郎らと共に自転車ツーリングに旅立つが、実はそれは嫌な縁談を押し付けられていることの両親への面当てが目的だった。
鉄男
12巻に登場。陸中山田の漁師の家の子供。父親を失った寂しさから嘘ばかりついて、憎まれっ子となっている鉄男を慰めて欲しいと、鉄男の姉から乞われて輪太郎たちは、滞在する。
南郷秀丸
12、13、36、37巻に登場。鹿児島県出身。自転車日本一周、それも無銭旅行をモットーとする人物で、口癖のように西郷さんを引き合いに出す。家業は廃品回収業のようだが、家族を放置して旅に出ている等、あまり出来た大人ではなく、奥さんからも信用されていない。
大船渡の漁港で輪太郎と陣太郎が出会い、豪放磊落な人当たりと無銭旅行のやり方に興味を覚え、数日間行動を共にするが、南郷のやり方が他人を騙したり、他人の財布は平気で利用するなどモラルの面で問題有りと感じた輪太郎と陣太郎は結局、南郷と別れる。
鹿児島に着いた輪太郎が、偶然に再会する。陣太郎に家族の不幸を告げる必要があった輪太郎は、むしろ彼を利用できないかと考えるが、結局のところ、金銭面で利用される。
三枝先生と山梨第五高校サイクリングクラブ
13、14、17巻に登場。仙台に向かう国道で出会った山梨第五高校の女性教師、三枝先生に引率されるサイクリング部。黒木は苦学生であるせいか、日本一周を自慢しているかのように見える輪太郎、陣太郎に反発し、乾分格の荒巻ともども様々な嫌がらせを、輪太郎らに仕掛ける。
その後、山梨の母校で輪太郎らと再会する。この時は輪太郎らは赤松が目論むサイクリング部廃部を阻止し、併せて持ち上がった自殺騒動を収拾するために協力する。
鈴木さん
14巻に登場。会津若松市の会津塗り漆器職人。この道28年と呼ばれる彫り師ながら、なぜか彼の前で自転車の話は禁物とされていた。鈴木さんは、輪太郎らの自転車を見て興味を示し、裏磐梯へのサイクリングに彼らを誘う。マレー半島攻略作戦に、日本陸軍の銀輪部隊兵士として従軍しており、自転車の話題は戦争の記憶に直結するため、その過去を知る周囲の人々から配慮されていた。
日下部団長
15巻に登場。猪苗代湖湖畔にて、キャンプをしていたところを、父の危篤を知らせる電報を受け取った輪太郎が、強行軍で東京に戻る際に遭遇した暴走族のリーダー。手下の仕掛けた威しで、輪太郎の自転車は大破するが、事情を察した日下部は、輪太郎の自転車を修理し詫びを入れる。
山口正美
15巻に登場。ニセ電報騒動に反発して、実家を飛び出した輪太郎が高崎駅前で出会った女性輪行ツーリスト。いわゆるボク少女で、当初は男性を装っていたが、壊れた自転車を輪太郎が修理したことから打ち解け、「潮騒」ばりのロマンスに発展しかける。ユースホステルに母から輪太郎宛てに来ていた手紙を盗み見して事情を察し、帰宅しない輪太郎を自宅に招くが、わざと輪太郎が反発するような言動をして、別れる。
八十島大吉
16巻に登場。三浦半島横須賀付近で輪太郎一行が出会う老サイクリスト。自分を「おとうさん」と呼ばせ、「71才日本一周」の幟を立てて走るとおりの高齢ながら、体力では陣太郎以上に若く、人生経験というものを感じさせる老人である。輪太郎と田沼かおるの仲をさりげなく取り持って去って行った。
赤松
17巻に登場。山梨第五高校の教師で、三枝先生の同僚。PTA会長の意を受けて、サイクリング部の解散を画策するが、そのため青木が原樹海での自殺騒動が持ち上がる。

#### 東海〜近畿
銀行強盗3人組
17、18巻に登場。伊東市内でバイト探しを行っていた輪太郎が出会う3人組。独創的なトリックを実現するために、自転車屋としての技術を持っていた輪太郎が巻き込まれかけるが、危うく難を逃れて警察に通報し、彼らの犯行を未然に阻止する。
五十嵐大八
18巻に登場。静岡県沼津市内の浄化槽業者。伊東市でバイト探しに苦しんでいた輪太郎を先の事件での表彰状を見て信用し、アルバイトとして雇う。家族とも仲良くなった輪太郎は、1976年の新年を五十嵐家で迎え、再び出発する。
奈美
18巻に登場。京都府嵐山で舞妓修行に励む少女。陣太郎から「旅の詩」を買ったことから、舞妓修行を逃げ出し共に旅に出ようかと迷うが、結局、陣太郎の詩からやり遂げることの意味を見出し、舞妓の世界に戻る。
一匹竜の源次とマサル
19巻に登場。いわゆるトラック野郎の兄弟。マサルが病気の母親の手術費用の大金をサイクリストにひったくりされたと主張したことから、碧南から半田方面へ向かう輪太郎をつけ狙う。登場話は、映画「激突!」の影響が強い一編である。
北条真知子
19巻に登場。筋無力症の少女。健康な頃はサイクリストだったため、輪太郎に興味を持ち、病室に招き、話をする。輪太郎は彼女を励ますため、敢えて困難な雪道の行程を選び、彼女から頼まれたペンダントを恋路海岸に持っていこうとする。
海原宣伝社の社長
19,20韓に登場。富山市のいわゆるチンドン屋の座長。娘のモモエに惚れてバイトに入ったものの、あまりの不器用さから追い出されかけているナマハゲを助けるために、輪太郎も海原宣伝社のバイトとなる。
ロバート・シャイアン
20、21巻に登場。自称シャイアン族の米国人サイクリスト。日本人サイクリストにクロスカントリー勝負を挑み、負かした相手の頭髪を巻き上げては商売道具の民芸品の人形を作っている、いわゆる不良外国人。失恋のあげく、バイト料も受け取らず出て行ったナマハゲを追って、能登半島に入った輪太郎は彼に勝負を挑まれることになった。
山川隆
21巻に登場。元ローラースケート競技選手で、ローラースケートで日本一周をしている男性。輪太郎らは彼と金沢で出会い、大阪にいる陣太郎の消息を知る。
小田正樹
22巻に登場。長浜市の高校生。輪太郎の日本一周自転車旅行に憧れ、自宅に招く。成績優秀ながら、苦労を知らない所があり、輪太郎にたしなめられる。
河内のおっさん
22巻に登場。陣太郎の自転車「ダルマ号」を盗んだ犯人。悪気はなく、酔うと誰の物でも構わず自転車で自宅に乗って帰る悪癖で、陣太郎の自転車をそのまま自宅に持って帰っていた。通天閣の近辺で、偶然大阪を訪れたナマハゲに出会い、「ダルマ号」は結果として無事陣太郎の下に戻ることになった。
吉川と新関
23巻に登場。輪太郎と玉本が伊賀上野の忍者屋敷で出会い、その後輪太郎が伊賀上野から松阪市への県道で再会する女性サイクリスト。2人は自転車のパンクで難儀していたため、輪太郎はマナーとして修理を施すが、認識の違いから、輪太郎と吉川にとって互いに不本意な出会いと別れとなった。
島田先生
23、24、26巻に登場。伊勢志摩の養護施設（孤児院）白バラ園の保母。雨の中、難儀していたナマハゲは無給ながらも三食付の、白バラ園の遊具作成のバイトを引き受け、その生活の中で島田先生に魅かれていく。ナマハゲは真珠のネックレス「天使の涙」を島田先生に贈り、受け取ってもらえたことから報われない恋愛は成就するかと思われた。
入院中、見舞いもなく落胆していたナマハゲが松葉杖をつき、郷里に帰るため、近鉄宇治山田駅で列車に乗ろうとしたホームに白バラ園の子供たちともども見送りにやってくる。閉じた列車の扉に、語りかけるその声は聞こえなかったが、ナマハゲにとっては名残惜しい別れとなった。
陸中
24、25巻に登場。シェパード種の犬。「陸中」という名は懐かれた輪太郎が、身につけていた岩手県の鑑札からとりあえず名付けたもの。本当の名はタイガー号で、兵庫県龍野市で飼われていたが、飼い主の死去のため、岩手県盛岡市に住む親類に引き取られていたものが、故郷に戻ろうとしたことが警察の調べで判明。誰よりもその旅した距離の重みが分かる輪太郎は、陸中（タイガー）を望む故郷に連れて行く。
獅子倉良子
25巻に登場。母親は死去している。河内の人間だが東京へ行っていた。訳あって和尚に入浴を覗かれる。若い集には人気がある。
松葉寿司の主人
26巻に登場。陣太郎がアルバイトに入る淡路島洲本の寿司屋の頑固親父。直接尋ねて追い払われたにもかかわらず、ひょんなことからアルバイトに雇われることになった。寿司職人としてはまともな修行をしていなかった陣太郎にとって、根性を叩き直されるほどの厳しいバイトだったが、別れの時には、涙を流すほど感激して別れた。
姫路のサイクルショップの主人
26、32巻に登場。輪太郎が四国に渡る前にアルバイトをした店。落語家になりたいと店を継がずに出て行った息子がいる。食事を優先させてもらえる、養子になってもらいたいなど厚遇されるが、四国からの帰路再訪したときには息子の孝志が嫁をもらって帰ってきたり、妻や孝志の反対に遭い冷遇され家に泊ることすら叶わなかった。

#### 四国〜中国
諸橋正吾と赤沢信夫
26、28巻に登場。広島県の高校生。夏休みを利用して、四国八十八ヶ所霊場サイクリングを行っている。日和佐で出会った輪太郎は、喧嘩ばかりの自分と陣太郎と比べて、彼ら2人をコンビとしては理想的だと思った。気象情報を聞けずに台風のただ中で2人が室戸岬へ向かった後を心配して追う。
赤沢が負傷のため、四国霊場サイクリングをリタイヤした後も、諸橋は八十八ヶ所巡りを続け、陣太郎と偶然の出来事から知り合い、輪太郎と再会することになる。
坂本ユカリ
27巻に登場。高知市の坂本みやげ物店の娘。輪太郎と事故絡みで出会い、実家のみやげ物店に泊めてもらうが、「自転車日本一周」を客寄せに利用され、輪太郎は釈然としない気分に陥る。店を発った後、ユカリは取り巻きの高校生たちをけしかけ、輪太郎に自転車勝負を挑ませる。
須田亮
28巻に登場。輪太郎が足摺岬に行く途中で出会ったサイクリスト。やや陰気なため、輪太郎もリアクションに悩むが、実は高校受験に失敗し、自殺を考えながらの旅だった。輪太郎や陣太郎、諸橋らとともに足摺岬で一家心中の凄惨な結末を見て、自分の考えを改める。
虎五郎
29巻に登場。宇和島闘牛に熱中し、雷王と呼ばれる闘牛を鍛える親父。陣太郎の足の療養のため、輪太郎は虎五郎の家に長逗留し、闘牛の勢子をつとめる羽目になるが、虎五郎は本心では息子の勇一郎が戻ってくるのを待っていた。素直になれない親子を再び結びつけるため、輪太郎は一計を案じる。
池上ジュンコ
29、30巻に登場。売れっ子の清純スター。本名は池上昌子。17歳。中学の頃はサイクリングをよくやっていた。松山で「坊ちゃん」の映画ロケに居合わせた輪太郎に、ホテルへ帰る途中の彼女は、ホテルの部屋に招くメモを渡す。陣太郎の自転車を借りて輪太郎と映画「ローマの休日」をモチーフにしたような一日を過ごす。演技では目薬を差さないと泣けないが輪太郎には本物の涙を見せる。
タオル工場の親父
30巻に登場。輪太郎と陣太郎が雨宿りをさせてもらった今治市のタオル工場の親父。彼ら2人の自転車日本一周の旅を頭から貶し、どなり飛ばす。その暴言に、輪太郎らは彼ら自身の旅の意味を問い直す。四国八十八か所の結願寺大窪寺に菅笠にあるメッセージを輪太郎たちに残す。
熊寺大助
30、31巻に登場。祖谷渓で輪太郎が出会うサイクリスト。彼の体格や行動に、輪太郎はナマハゲを連想する。
岡島ミユキ
30、31、32、33、35、37巻に登場。通称・チャリンコのミキ。男性並みの重装備キャンピング車で日本一周を目指す女性サイクリスト。初登場時は異性の目を避ける為に地味で薄汚れた格好をする引き気味な性格だったが、輪太郎の出会いを通じて段々と明朗な性格へと変化していく。言葉遣いから関西出身の様子。実は、家出同然に出発した。
祖谷渓で初登場時には、疲労と高熱で顔が腫れ上がり、ガールハントが目的で旅をする熊寺も敬遠するが、民家で疲労を癒して素顔を見せる。彼女の人嫌いに輪太郎は疑問を感じる。
広島で陣太郎と出会い、宮島を共に散策する。陣太郎は彼女の気を引こうと輪太郎をこき下ろすが、彼女が輪太郎に魅かれていることを悟り、自分の嘘を白状する。
岩国市の錦帯橋前で、陣太郎と再会するが、ミキの目の前で、陣太郎は警察に拘束され茫然とする。爆弾犯・大山雷太が偽名で「矢野陣太郎」と名乗ったため、警察から手配されていたためだった。
唐津で輪太郎と再会したときは2人の男性サイクリストと共に旅をしていた。目を痛めているにもかかわらず無理をして走りつづける輪太郎を見捨てて去ってしまうが、気がとがめるあまり後を追う。
沖縄で輪太郎の乗り組んだ漁船・第三海王丸の遭難を知ったミキは、安否をきづかうが、結局7日間もの漂流の末、西表島付近で救助された輪太郎が人知れず旅立とうとするその愛車を整備し、陰ながら見送る。
お遍路の夫婦
31巻に登場。大窪寺近辺の坂で偶然、輪太郎と陣太郎が暴走する車椅子に飛びついて助けた夫婦。彼らは、四国八十八ヶ所霊場の逆打ちの途中で、過去に遭った数々の不幸による気の迷いから自殺を図りかけたのだった。別れの際に輪太郎ら2人にある情報を伝える。
ジャン・ローリン
31、32巻に登場。輪太郎と陣太郎が小豆島で出会う、抽象画を描きながら世界一周をしているフランス人。自転車の輪太郎とひけを取らないほどの恐るべき健脚を誇る。彼に興味をもった2人は、寒霞渓でツルハシを振るうジャンを見かねて作業の手伝いをするが、行動を怪しまれてジャンともども警察に拘束されてしまう。
中村みやげ物店の主人
32巻に登場。赤穂で輪太郎が出会う頑固親父。サユリという娘がいる。日本一周を続けるべきかどうか悩む陣太郎との不本意な別れの後で落ち込んでいた輪太郎は、どこか故郷の家族を思わせる一家に心癒される。
大山雷太
32、33巻に登場。過激派の爆弾テロリスト。兵庫県の刑務所を脱獄、長距離サイクリストの自転車を盗み、岡山で輪太郎の前に記憶喪失のサイクリストを装い現れる。日焼けをしていないなど、サイクリストとしての特徴を欠いた風貌から輪太郎から疑われるが、脱獄囚であると気づかれた後も、輪太郎を人質として国外逃亡のため鳥取砂丘の海岸を目指すが、警察の追跡を逃れるため輪太郎と共に道なき山道を踏破する苦労の中で、彼の心境は変化していく。
黒田真吾
32、33巻に登場。大山雷太によって自転車を奪われた長距離サイクリスト。自転車盗難を警察に届けるものの、警察が爆弾テロリスト逃亡事件に忙殺されていたため、ほとんど無視に近い状態だった。しかし、盗難手口を訴えることにより捜査が急展開する。事件の悲劇的な解決後、輪太郎と会話を交わす。
清水佳子
33間に登場。萩の萩焼窯元の娘。自転車の曲乗りをめぐって、弟キヨシと輪太郎の出会いから知り合うことになる。父親である萩焼の陶匠がサイクリング好きだったことから、輪太郎との話も弾み、別れの際には弁当まで作ってくれる好意を見せた。

#### 九州〜沖縄
無法鉄
34巻に登場。小倉祇園太鼓の太鼓名人。父親の葬儀に手向けとして親不孝を詫びながら、季節外れの祇園太鼓を鳴らす。親友を事故で殺してしまった過去を持つ。
天海ひろし
34巻に登場。筑豊のボタ山で子供相手に紙芝居をしている青年。ボタ山が崩れる事故に、輪太郎は子供をかばうが、目を痛めてしまう。
大輪西吉
36巻に登場。阿蘇草千里浜で輪太郎が出会うサイクリスト。通称・博士。世界一周を目指すと称す彼の特技は、普通の人は食べない虫を平気で食べてしまうイカモノ食いだった。
まゆみ
36巻に登場。高千穂のホテルで働いている女性。修学旅行で四国へ行って以来他県へ行ったことがない。母親は病死している。輪太郎に高千穂のお守りをプレゼントする。
田口先生
36巻に登場。高千穂の山奥の椎の木分校に勤める教諭。慕ってくれる生徒たちや住民のために、地域に骨を埋める決意だが、都会から訪ねてきた恋人に婚約を解消されてしまう。輪太郎が人生の機微を考える苦いエピソードである。
おはら寿司の主人
37巻に登場。指宿の寿司屋主人。バイトに陣太郎を雇ったものの、あまりの出来の悪さに悩まされていた。日本一周を断念し、失意の陣太郎を慰める送別の宴席を開く。
藤村竜造
37巻に登場。南郷秀丸いわく、中学校時代の「親友」の漁師。しかし実は南郷を毛嫌いしており、その南郷に紹介された輪太郎の印象もあまり良いものではなかった。輪太郎は漁船で沖縄に行くチャンスを見出すために、藤村さんに頼み込んで、伊座敷漁港で働き始めた。真面目な態度もあって、第三海王丸に藤村さんと共に乗り込むことに成功する。輪太郎は山倉船長以下8人の乗組員に混じって、愛車を分解して漁船に持ち込むが、第三海王丸はトカラ列島諏訪之瀬島の御岳火山の噴火により火山岩(ママ)の直撃を受け、船のレーダー、動力が不能に。エンジン、無線、羅針盤も使用不能に。乗組員9人中5人が重軽傷となる。さらにそれに続くシケで大被害を受け船は漂流を始めた。

## 単行本
全37巻。かつて少年画報社より刊行されていた単行本は絶版。
現在はコミックパークの青林堂B.O.D.シリーズとしてオンデマンド出版による復刻版が刊行されている他、2019年にゴマブックスより電子書籍化されている。